# Adelaide de Hohenlohe-Langemburgo
Adelaide Vitória Amália Luísa Maria Constança de Hohenlohe-Langemburgo (20 de julho de 1835 – 25 de janeiro de 1900) foi uma sobrinha da rainha Vitória do Reino Unido.

## Família

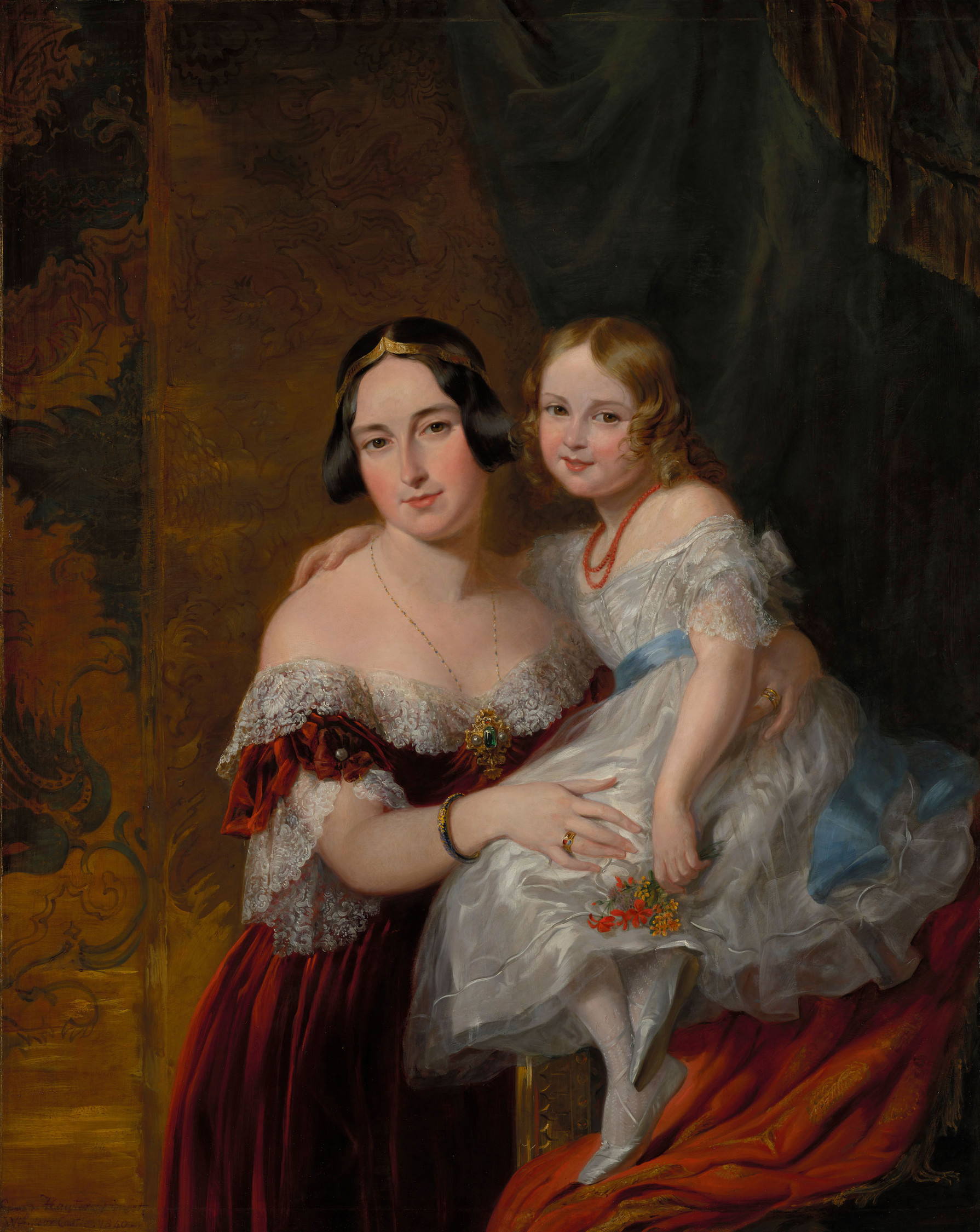
Adelaide (direita) com a sua mãe Teodora em 1840, por Sir George Hayter. Na Royal Collection.

Adelaide era a quinta filha do príncipe Ernesto I, Príncipe de Hohenlohe-Langemburgo e da princesa Teodora de Leiningen. Os seus avós paternos eram o príncipe Carlos Luís I, Príncipe de Hohenlohe-Langemburgo e a condessa Amália de Solms-Baruth. Os seus avós maternos eram Emich Carlos, 2° Príncipe de Leiningen e a princesa Vitória de Saxe-Coburgo-Saalfeld. Após a morte do seu avô materno, a sua avó voltou a casar-se, desta vez com o príncipe Eduardo, Duque de Kent, filho do rei Jorge III do Reino Unido. Desta união nasceu a futura rainha Vitória do Reino Unido, sua tia, visto ser meia-irmã da sua mãe, o que a tornava muito próxima em parentesco da família real britânica.

## Proposta de casamento de Napoleão III
Em 1852, pouco depois de Napoleão III se tornar imperador de França, este fez uma proposta de casamento aos pais de Adelaide. Apesar de o imperador francês nunca a ter conhecido, as vantagens políticas de tal união eram óbvias. Iria dar importância dinástica à linha Bonaparte e facilitar uma boa aliança política com a Grã-Bretanha, visto que Adelaide era sobrinha da rainha Vitória, além do facto de não ser um membro oficial da família real britânica, o que facilitaria a aceitação do pedido. Adelaide apenas se teria de converter ao catolicismo.
No entanto, a proposta horrorizou a rainha Vitória e enfureceu o príncipe Alberto que preferia não conferir tanta legitimidade e de forma tão rápida ao mais recente regime "revolucionário" francês - cuja durabilidade parecia duvidosa - e muito menos oferecer uma parente sua tão jovem para esse propósito. A corte britânica manteve-se em silêncio para com o Hohenlohe durante as negociações de casamento, pelo que estes não sabiam se a rainha estava entusiasmada ou sentia repulsa pela ideia de ter Napoleão como marido da sua sobrinha.
No final os pais de Adelaide acabaram por interpretar o silêncio britânico como um sinal de que não gostavam da proposta dos franceses para tristeza da sua filha de dezasseis anos. A pausa nas negociações pode ter sido apenas uma manobra para que os Hohenlohe conseguissem outras ofertas de França para que pudessem assegurar um futuro desafogado para a filha, mas antes de os seus ministros conseguirem fazer mais propostas, Napoleão acabou por desistir da proposta. Em vez disso o imperador casou-se com Eugénia de Montijo a quem já tinha pedido para ser sua amante, mas que o tinha recusado.

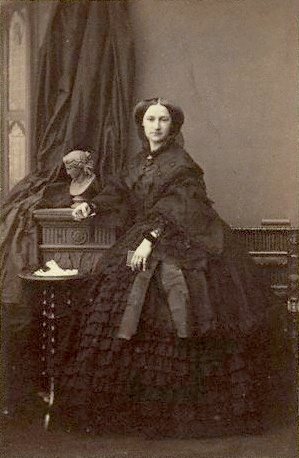
Adelaide fotografada em 1860 por Camille Silvy.

## Casamento e descendência
No dia 11 de setembro de 1856 Adelaide casou-se com o duque Frederico VIII de Eslésvico-Holsácia. Tiveram sete filhos:
- Frederico de Eslésvico-Holsácia-Sonderburgo-Augustemburgo (3 de agosto de 1857 - 29 de outubro de 1858).
- Augusta Vitória de Eslésvico-Holsácia (22 de outubro de 1858 - 11 de abril de 1921); casada com o cáiser Guilherme II da Alemanha; com descendência.
- Carolina Matilde de Eslésvico-Holsácia-Sonderburgo-Augustemburgo (25 de janeiro de 1860 - 20 de fevereiro de 1932); casada com o duque Frederico Fernando de Eslésvico-Holsácia; com descendência.
- Gerardo de Eslésvico-Holsácia-Sonderburgo-Augustemburgo (20 de janeiro de 1862 - 11 de abril de 1862).
- Ernesto Gunter de Eslésvico-Holsácia (11 de agosto de 1863 - 21 de fevereiro de 1921); casado com a princesa Doroteia de Saxe-Coburgo-Gota; sem descendência.
- Luísa de Eslésvico-Holsácia-Sonderburgo-Augustemburgo (8 de abril de 1866 - 28 de abril de 1952); casada com o príncipe Frederico Leopoldo da Prússia; com descendência.
- Teodora Adelaide de Eslésvico-Holsácia-Sonderburgo-Augustemburgo (3 de julho de 1874 - 21 de junho de 1910); morreu aos 35 anos solteira.